# Степной (Калачёвский район)
Степной — хутор в Калачёвском районе Волгоградской области России, входит в состав Советского сельского поселения. Население 387 человек (2010).

## История
Как пишет А. В. Воробьев, основан в 18 веке малороссами под названием хутор Варламовка. С 1927 года Сталинский, а с 1954 года — Степной.
По другим данным, в 1962 г. указом Президиума Верховного Совета РСФСР хутор Сталинский переименован в хутор Степной.

## География
Населённый пункт расположен на юго-западе области, в 13 км юго-восточнее п. Волгодонской, у р. Донская Царица.
Уличная сеть состоит из семи географических объектов: Больничный пер., Варламовский пер., ул. Донская, ул. Мира, ул. Молодежная, ул. Степная, ул. Центральная.
Площадь — 72 га.

## Население
| 2010 |
| ---- |
| 387  |

Гендерный состав
По данным Всероссийской переписи населения 2010 года в гендерной структуре населения из 387 человек мужчин 189, женщин — 198 (48,8 и 51,2 % соответственно).
Национальный состав
Согласно результатам переписи 2002 года, в национальной структуре населения
русские составляли 85 % из общей численности населения в 459 человек

## Инфраструктура
начальная школа, медучреждение, магазин, хорошие пастбища.
К северу находится шлюз Волго-Донского канала, ветка железнодорожного пути Карповская — Ложки.

## Транспорт
Автодорога.